# Daniel Hopsicker
Daniel Hopsicker fue un periodista, autor y productor de televisión de Estados Unidos. Fue editor y publica eZine The Mad Cow Morning News.

## Libros
Es autor de: 
- Barry and the Boys: The CIA, the Mob and America's Secret History (2001) un libro acerca del agente de la CIA , Barry Seal, (Best Seller)
- Welcome to Terrorland: Mohamed Atta & the 9-11 Cover-Up in Florida (2006) y
- Bushfellas: When the Mob Went Republican, All Hell Broke Loose (2008).

## Filmografía
Ha producido numerosos videos: 
- Secret Heartbeat of America
- The CIA and Drugs, Masters of the Universe
- The Secret Birth of the Federal Reserve y
- In Search of the American Drug Lords and The Big Fix (2000).